# Eadric Streona
Pour les articles homonymes, voir Eadric.
Eadric Streona est un noble anglais mort en 1017.
Il est nommé ealdorman de Mercie par le roi Æthelred le Malavisé en 1007. En conflit avec son fils et successeur Edmond Côte-de-Fer, il rallie les Danois de Knut le Grand lorsque ce dernier envahit l'Angleterre, en 1016. Il repasse dans le camp anglais, mais prend la fuite lors de la bataille d'Assandun, offrant la victoire à Knut. Celui-ci, devenu seul roi d'Angleterre à la fin de l'année, le laisse en place dans un premier temps avant de le faire éliminer en 1017.
La manière dont Eadric louvoie entre Anglais et Danois lors de l'invasion de 1016, ainsi que les actions néfastes qui lui sont attribuées dans des sources plus tardives, noircissent sa réputation posthume. Son surnom Streona, « l'Accapareur », apparaît à la fin du XIe siècle dans le cartulaire de Hemming.

## Biographie
Eadric est le fils d'un dénommé Æthelric ou Leofwine. Sa fratrie comprend six autres garçons nommés Brihtric, Ælfric, Goda, Æthelwine, Æthelweard et Æthelmær. Leur famille, qui pourrait être originaire de la région de Shrewsbury, n'est pas de haute extraction, mais les frères d'Eadric apparaissent sur plusieurs chartes du roi Æthelred le Malavisé avec le rang de thegn à partir des années 990. La première sur laquelle Eadric figure date de 1002.
En 1007, Eadric est nommé ealdorman de Mercie. C'est peut-être à ce moment-là qu'il épouse Eadgyth, la fille du roi. La Chronique anglo-saxonne indique qu'il remporte une victoire sur les Gallois dont on ne sait rien d'autre. En 1016, lorsque Knut le Grand envahit l'Angleterre, Eadric abandonne Edmond Côte-de-Fer, ayant des rancœurs personnelles contre lui, et rallie l'envahisseur. Après la bataille d'Otford, il se range à nouveau auprès d'Edmond, mais le trahit à nouveau lors de la bataille d'Assandun : sa désertion entraîne la défaite écrasante des Anglais.
Devenu seul roi après la mort d'Edmond, Knut divise l'Angleterre en quatre grandes régions et attribue la Mercie à Eadric. Il ne reste guère longtemps en poste : il est exécuté sur ordre de Knut, probablement pour se prémunir contre de nouvelles trahisons, à Noël 1017 (par Éric de Hlathir, selon l'Encomium Emmae).

## Postérité
Eadric Streona a laissé une image très négative, visible dans les chroniques de Jean de Worcester et Guillaume de Malmesbury. En 2005, le BBC History Magazine l'a choisi comme le pire Britannique du XIe siècle, et en 2006, un sondage de BBC News le place en 3e position dans la liste des pires Britanniques ayant existé.